# Благовісний Віталій Павлович
Віта́лій Па́влович Благові́сний (нар. 14 листопада 1974 — 14 листопада 2015) — старший сержант Збройних сил України, учасник російсько-української війни.

## Життєпис
Народився 1974 року в смт Асканія-Нова Чаплинського району Херсонської області; закінчив Костогризівську ЗОШ.
В часі війни — старший сержант, сапер 93-ї окремої механізованої бригади.
14 листопада 2015 року вдень група саперів з 14 чоловік виконувала завдання поблизу міста Авдіївка; у полі між українською позицією «Бутівка» та позицією терористів «Зеніт» останні відкрили вогонь зі 120-мм мінометів по БМП, що прикривала саперів, від вибухів здетонували міни.
Віталій загинув, ще 8 вояків зазнали поранень. Командир роти перебував у комі з перебитим хребтом.
Похований у Димері.
Без Віталія лишилися мама, дружина Лариса та дві доньки — Єлизавета й Ангеліна. 

## Нагороди та вшанування
За особисту мужність, сумлінне та бездоганне служіння Українському народові, зразкове виконання військового обов'язку відзначений — нагороджений
- орденом «За мужність» ІІІ ступеня (25.11.2016, посмертно)[1]
- 21 листопада 2016 року в Костогризівській ЗОШ відкрито меморіальну дошку Віталію Благовісному.
- 10 вересня 2020 року рішенням Вишгородської міської ради № 67/3 присвоєно звання «Почесний громадянин міста Вишгород» (посмертно).[2]